# Time Capsule (アルバム)
『Time Capsule』（タイム・カプセル）は、日本のダンスボーカルユニット・M!LKの通算2枚目となるアルバム。2019年2月6日にSDRから発売された。

## 収録曲

### CD
1. Over The Storm [4:00]
作詞・作曲：木下智哉、編曲：陶山隼
8thシングル
2. ハロー！ [4:01]
作詞・作曲：M!LK、編曲：渡辺拓也
3. My Treasure [4:02]
作詞・作曲・編曲：渡辺拓也
4. ボクラなりレボリューション[Album ver.] [4:19]
作詞・作曲・編曲：園田健太郎
7thシングル
5. Goin' Down [4:04]
作詞：前迫潤哉、作曲：前迫潤哉・ツカダタカシゲ、編曲：ツカダタカシゲ
6. Feel Alive [4:49]
作詞：YU-G、作曲：SHIBU・YU-G、編曲：h-wonder
7. It's only LOVE [4:40]
作詞・作曲：多田慎也、編曲：生田真心
8. サラブレッド御曹司CITY BOY [5:01]
作詞・作曲・編曲：corin.
9. ジャングリズム [4:16]
作詞・作曲・編曲：イイジマケン
10. Brave Saga [4:03]
作詞：Kenji Kabashima、作曲：Kenji Kabashima,WolfJunk、編曲：WolfJunk
11. 上昇思考クライマー [3:44]
作詞：結城アイラ、作曲・編曲：ichi・小高光太郎
12. Around The World [4:21]
作詞・作曲・編曲：渡辺拓也
13. 交差点、信号、君と僕 [5:34]
作詞・作曲・編曲：園田健太郎
14. 愛と合図 [4:20]
作詞・作曲：おかもとえみ、編曲：ひろせひろせ

### Blu-ray
※初回限定盤、FC限定盤のみ
1. M!LK THE LIVE 2018 〜わちゃ2 & cool これがM!LKっ〜@豊洲PIT
2. 8thシングル『Over The Storm』MUSIC VIDEO